# Presidenti del Football Club Trapani 1905
Qui di seguito sono riportati i presidenti del Trapani Calcio, società calcistica italiana con sede a Trapani.

## Storia
In oltre cento anni di attività calcistica le società sportive trapanesi hanno visto l'alternarsi di mecenati e finanziatori che supportarono economicamente, tra molte difficoltà, le vicende altalenanti del calcio a Trapani. Il primo presidente fu il Marchese Giuseppe Platamone (8 luglio 1876 - 3 novembre 1930), dedito alle attività sportive ed apprezzato schermidore, che nel 1907 divenne presidente della Unione Sportiva Trapanese dando impulso alla scherma, ciclismo ed attivando sport allora nuovi per Trapani come il podismo ed il calcio. Infatti nel 1908 invitò il Palermo Football and Cricket Club ad un confronto amichevole di foot-ball: tale incontro può essere considerato la prima partita di calcio disputata a Trapani.
Nel dopoguerra l'attività riprese lentamente con la volontà di pochi appassionati tra i quali si ricorda il prof. Francesco Benivegna che fondò lo Sport Club Vigor, successivamente unitosi alla Drepanum F.C., che partecipò al primo campionato ufficiale di calcio. Il testimone sportivo passò, nella seconda metà degli anni venti, alla seconda edizione dell'U.S. Trapanese e successivamente all'A.S. Trapani che il 6 giugno 1926 proclamò presidente l'Ing. Agostino Burgarella (24 settembre 1884 - 23 novembre 1959). La nuova realtà societaria puntava ad essere soprattutto una polisportiva che, oltre che al foot-ball, intendesse dare impulso soprattutto al canottaggio e all'atletica curando quelle attività care anche al regime fascista.
Il calcio rimane in abito locale e si alterna sporadicamente ad altre attività fino al 1930 quando Tanino Gionfrida, supportato economicamente dal Barone Francesco Adragna, insieme ad "un sodalizio di giovani" danno il via alla parabola dello Sport Club Juventus Trapani. A Gionfrida e Adragna, con la scelta dell'austro-ungherese Heinrich "Enrico" Schönfeld alla guida della squadra, va il merito d'aver imposto un deciso taglio professionale al gioco del calcio, non più dilettantistico o sporadico.
Scemata l'esperienza della Juventus per problemi finanziari, nel novembre del 1936 presso la redazione de Il Nuovo Impero risorge l'Unione Sportiva Trapani con presidente Giovanni Sardo, tenace nel tentare di migliorare le condizioni delle attività calcistiche locali che s'acuirono nella gestione dell'unico campo allora disponibile, il Campo degli Spalti (gestito dal Comitato Provinciale dell'Opera Balilla), portarono a dure polemiche giornalistiche ed alla necessità di un nuovo campo che risponda alle esigenze cittadine. Al presidente Sardo va il merito di voler riportare a Trapani la divisione nazionale con elementi esclusivamente trapanesi in condizioni economiche sfavorevoli ed in un momento storico particolare.
L'inizio della seconda guerra mondiale porta ad una dispersione di risorse umane ed economiche e l'U.S. Trapani cede il passo alla rediviva Juventus Trapani (questa volta in maglia verde) con l'appoggio economico di Gian Giacomo D'Alì Staiti, Juventus che avrà il merito di mantenere vivo lo spirito sportivo e calcistico. Nel dopoguerra Pino Savona sarà il presidente dell'A.S. Trapani che gareggiò nella Prima Divisione regionale e traghettò l'attività calcistica verso la fondazione dell'A.S. Drepanum, il 20 giugno 1946, con presidente Franco Adragna eletto dall'assemblea dei soci.

Aldo Bassi

Peppino Di Marzo, vulcanico presidente dei primi anni cinquanta, insieme al consiglio direttivo, decide di cambiare la denominazione sociale da A.S. Drepanum in A.S. Trapani (terza edizione) ridando dinamicità ad una società sportiva che la vedrà costantemente in una crisi finanziaria quasi perenne. Il parlamentare, nonché sindaco di Trapani, Aldo Bassi divenne commissario straordinario in anni avvincenti che vedono la realizzazione del nuovo stadio e la formazione granata sfiorare la Serie B per un sol punto nel campionato del 1961 e nel campionato del 1963.
Negli anni sessanta Girolamo "Mommo" Marchello, che fu anche deputato regionale del MSI, succedette a Bassi e per circa due decenni s'alternarono presidenze e commissari fino all'avvento di Andrea Bulgarella, imprenditore edile trapanese, che riorganizzò la struttura societaria rilevando il titolo sportivo della fallita A.S. Trapani per fondare il Trapani Calcio S.p.A. che, tra il 1990 ed il 1998, riuscì a conseguire due promozioni consecutive dalla Serie D alla Serie C1 accedendo per due volte alle finali play-off. A Bulgarella, che manifestò il disinteresse della città a prendesi parte del carico finanziario della società, succedette una cordata palermitana capeggiata da Giuseppe Rosano il quale, inizialmente, propose grandi programmi ed un ritorno a campionati più importanti.
La svolta palermitana risultò disastrosa soprattutto per le casse societarie (si scrisse di un debito di circa un miliardo e mezzo di lire) e per l'attività calcistica vera e propria con esoneri e fughe di giocatori non stipendiati. A tentare di salvare il salvabile intervenne il senatore Antonio D'Alì organizzando una cordata di imprenditori locali per rilevare interamente la società, ma una presunta occultazione di ulteriori debiti fa decadere con giudizio del Tribunale di Trapani il passaggio di proprietà. Tra polemiche e recriminazioni, con ciascuno con le proprie verità, il Trapani Calcio retrocesse nel campionato dilettanti e per i su citati problemi economici dovette ripartire dal campionato di Eccellenza.
Il Trapani Calcio S.p.A., agonizzante, cessa le proprie attività nel 2002 dopo esser stato radiato dal campionato di eccellenza, campionato che vide la partecipazione della seconda squadra cittadina, l'Associazione Sportiva Città di Trapani del presidente Antonino Birrittella che, nello stesso anno, cambia la propria denominazione in A.S.D. Trapani Calcio. Birrittella, imprenditore edile trapanese, restò implicato nel 2005 in vicende giudiziarie che lo videro indagato e poi arrestato per associazione mafiosa.
Dopo varie trattative, l'A.S.D. Trapani Calcio viene rilevata nel 2005 da Vittorio Morace, armatore napoletano e presidente dell'Ustica Lines, compagnia di navigazione con sede a Trapani. La gestione di Morace, dopo un turbolento inizio, ha avuto il merito di rilanciare il Trapani Calcio riportandolo dal campionato dilettantistico di Eccellenza alla Serie B in cinque anni.
Nell'estate del 2018 il proprietario Vittorio Morace manifesta la volontà di cedere la società sportiva dopo le vicende giudiziarie che hanno coinvolto la Liberty Lines e passa il testimone della presidenza a Paola Iracani, mantenendo la proprietà. Dopo la controversia che ha coinvolto Morace e l’imprenditore Francesco Agnello e la successiva trattativa con il finanziere romano Giorgio Heller, il 5 marzo 2019 il Trapani Calcio s.r.l. viene ceduto alla società "FM Service srl" di Maurizio De Simone, con presidente Paolo Baglio.
Terminata la stagione agonistica, la F.M.Service srl cede l'intero pacchetto azionario ad una cordata di imprenditori con a capo Alivision srl, e il 26 giugno 2019 è nominato presidente il finanziere romano Giorgio Heller, successivamente succeduto da Giuseppe Pace, Monica Pretti e  Luigi Foffo. Il cambio di proprietà con l'acquisizione della società da parte di Alba Minerali srl con presidente Gianluca Pellino avrà breve vita: il Trapani non riuscirà ad iscriversi al successivo campionato.
Nel luglio del 2021 ASD Dattilo 1980 cambia la propria denominazione in Football Club Trapani 1905, con presidente Michele Mazzara.

## Lista dei presidenti
- 1905-1907 · Ugolino Montagna
- 1907-1914 · Giuseppe Platamone
- 1918-1925 · Francesco Benivegna
- 1925-1929 · Agostino Burgarella
- 1929-1932 · Gaetano Gionfrida
- 1932-1933 · Francesco Adragna
- 1933-1934 · Salvatore Adragna (Comm. di Reggenza)
- 1934 · Li Donni, Gerolamo Favara e Nicola Lamia (Comm. di Reggenza)
- 1934-1936 · Attilio Amodeo
- 1936-1938 · Giovanni Sardo
- 1939-1944 · Giacomo D'Alì Staiti
- 1944-1945 · Pino Savona
- 1946-1947 · Franco Adragna
- 1947-1948 · Luciano Daidone
- 1948-1949 · Francesco Manzo
- 1949-1950 · Giacomo Augugliaro
- 1950-1951 · Roberto Fardella
- 1951-1952 · Giuseppe Di Blasi (Comm. Straordinario)
- 1952 · Vincenzo Baiamonte (Comm. Straordinario)
- 1952 · Franco Angelo' (Comm. Straordinario)
- 1952 · Stefano Fontana
- 1952-1956 · Giuseppe Di Marzo
- 1956-1958 · Carmelo Solina
- 1958-1965 · Aldo Bassi (Comm. Straordinario)
- 1965-1970 · Girolamo "Mommo" Marchello
- 1970-1971 · Eros Costa
- 1971 · Ettore Gentile (Comm. Straordinario)
- 1971-1972 · Giuseppe Ruggirello
- 1972-1973 · Nicola Liotti
- 1973 · Francesco Paolo Cavarretta
- 1973-1974 · Antonio Romano
- 1974-1975 · Enzo Culicchia (Comm. Straordinario)
- 1975 · Vito Poma
- 1975 · Dino Bileci (Comm. Straordinario)
- 1975-1976 · Ettore Gentile (Comm. Straordinario)
- 1976-1977 · Pietro Culcasi
- 1977-1978 · Saverio Catania
- 1978-1979 · Leonardo Impellizzeri (Comm. Straordinario)
- 1979-1980 · Comitato di gestione
- 1980-1981 · Pio Valenti (Comm. Straordinario)
- 1981-1984 · Alberto Bosco
- 1984-1986 · Giovanni Adragna
- 1986-1989 · Antonino Sugameli
- 1989-1990 · Elio Marini
- 1990-1998 · Andrea Bulgarella
- 1998 · Giuseppe Poma
- 1998-2000 · Giuseppe Rosano
- 2000 · Vincenzo Scontrino
- 2000-2002 · Guido Messina
- 2002 · Gaetano Seidita (Comm. Straordinario)
- 2002-2005 · Antonino Birrittella
- 2005-2018 · Vittorio Morace
- 2018-2019 · Paola Iracani (Amministratore unico)
- 2019 · Francesco Paolo Baglio
- 2019 · Giorgio Heller
- 2020 · Giuseppe Pace
- 2020 · Monica Pretti
- 2020 · Luigi Foffo
- 2020 · Gianluca Pellino
- 2021-2022 · Michele Mazzara
- 2022-2023 · Marco La Rosa
- 2023- · Valerio Antonini